# Victor Capesius
Victor Capesius (Reußmarkt, 7 febbraio 1907 – Göppingen, 20 marzo 1985) è stato un farmacista e ufficiale tedesco delle SS (Sturmbannführer, cioè maggiore).

## Biografia
Nato in Romania (apparteneva all'etnia germanica dei Sassoni di Transilvania), Capesius frequenta il ginnasio tedesco ad Hermannstadt e anni dopo si laurea in farmacia all'università di Klausenburg, l'attuale Cluj-Napoca. Presta servizio militare nell'esercito romeno come tenente farmacista e dopo il congedo si laurea anche in Filosofia nel 1933. Durante la guerra viene prima chiamato a dirigere la farmacia ospedaliera dell'esercito romeno, ma successivamente, come molti altri transilvani di etnia tedesca sulla base dell'accordo tra Berlino e Bucarest, passerà nelle Waffen-SS dove gli verrà riconosciuto prima il grado di Hauptsturmführer (Capitano) e poi di Sturmbannführer, cioè Maggiore. Dal 12 febbraio del 1944 al 18 gennaio del 1945, cioè fino alla Liberazione, Capesius ricoprirà il ruolo di responsabile della farmacia del lager di Auschwitz (dalla quale partivano i fatali prodotti chimici per lo sterminio di massa, come lo Zyklon B).
Capesius fece gasare migliaia di deportati, tra i quali anche molti suoi concittadini nonché conoscenti di origine ebrea (prima della guerra era stato farmacista a Sighișoara, in Transilvania, nonché informatore per la IG Farben): assieme a Fritz Klein, uno dei medici del lager anch'egli sassone di Transilvania e con la presenza del medico genetista Josef Mengele, tristemente noto come l'"Angelo della Morte", con inumana indifferenza selezionava direttamente dalla banchina del lager chi doveva essere inviato nella camera a gas, dopodiché "somministrava" loro lo Zyklon b (il gas letale che custodiva nella farmacia del lager) per poi impossessarsi dei loro beni. Dopo la fine della guerra, come moltissimi altri ufficiali delle SS, riuscì a fuggire ma fu arrestato e processato, nel Processo di Francoforte dove riuscì comunque a cavarsela con una condanna a soli 9 anni di carcere, dei quali solo 3 effettivamente scontati.
Indi, arricchitosi anche grazie agli averi usurpati, grazie al Raubgold riuscì a iniziare un'attività nel dopoguerra, aprì nell'ottobre 1950 una farmacia "Marktapotheke" propria a Göppingen, e successivamente un negozio di cosmesi a Reutlingen. 
Morì nel 1985 in serenità a Göppingen. Lasciò la moglie Friederike "Fritzi" (1907-1998) e tre figlie. Capesius è sepolto nel cimitero principale di Göppingen. La vedova e una figlia furono sepolte accanto a lui. A pochi metri dalla tomba di famiglia si trova la sezione ebraica del cimitero, che commemora anche diverse persone assassinate ad Auschwitz.